# Natale Dalle Laste
Natale Dalle Laste, noto anche col nome latinizzato Natalis Lastesius (Marostica, 30 marzo 1707 – Marsan, 21 giugno 1792), è stato un poeta e latinista italiano.

## Biografia
Compì i suoi studi a Padova (città non lontana dalla natia Marostica), prima presso il Seminario Vescovile, poi presso lo Studio patavino.
Precettore a Venezia, ebbe modo di entrare in contatto con le maggiori famiglie lagunari. Fu amico di Marco Forcellini col quale collaborò all'edizione critica delle Opere di Sperone Speroni (Venezia 1740).
Dalle Laste fu Pubblico Revisore e Consultore e Revisore de' Brevi Pontificij presso la Repubblica di Venezia. Morì a Marsan, vicino a Marostica, il 21 giugno 1792.
Squisito latinista e autore di testi sia in latino sia in italiano, Dalle Laste ottenne fama europea con la famosa lettera sul Museo di Filippo Farsetti (1764). È considerato il migliore traduttore settecentesco dell’Eneide (Venezia 1795), ed è autore di piacevoli Lettere familiari e di carmi latini, fra i quali il celebre poemetto in esametri Apollo Vaticanus (1767), che fu tradotto da Antonio Bevilacqua (Roma 1878).

## Opere
- Apollo vaticanus colla traduzione in versi sciolti italiani, Bassano, Remondini, 1773
- Natalis Lastesii Marosticensis carmina, Padova, Comino, 1774
- Regole della costruzione latina ad uso di molti n.n. u.u. giouanetti patrizj veneti composta dall'eccellente, e celebre sig. dot. D.n N. D. L., Venezia, Zatta, 1792
- L' Eneide di P. Virgilio Marone volgarizzata da Natal dalle Laste, Venezia, Coleti, 1795
- Sunto storico della Università di Padova dall'anno 1405 al 1509: operetta postuma dell'abate Natale Dalle Laste, Padova, Tip. Cartallier e Sicca, 1840